# Donald Quataert
Donald Quataert (* 10. September 1941; † 10. Februar 2011) war ein Osmanist und auf den Nahen Osten spezialisierter Historiker an der Binghamton University. Er unterrichtete nahöstliche und osmanische Geschichte. Ein Schwerpunkt seiner Arbeit war die gesellschaftliche und wirtschaftliche Geschichte der Frühen Neuzeit. Er leistete Pionierarbeit in der Auswertung der Archivquellen des ehemaligen Osmanischen Reichs und veröffentlichte zahlreiche Beiträge zur Wirtschaftsgeschichte des Landes. Quataert war verheiratet mit Jean H. Quataert, die ebenfalls an der Binghamton University lehrte.

## Ausbildung und Lehrtätigkeit
Quataert schloss sein Studium 1966 mit einem Bachelor of Arts in Geschichte (BA in History) an der Boston University ab. 1968 erhielt er einen Master-Grad (MA in Middle Eastern Studies) an der Harvard University, 1973 den PhD in Geschichte an der UCLA. Von 1974 bis 1986 lehrte er an der University of Houston und erhielt 1987 einen Lehrstuhl an der Binghamton University.
2006 trat Quataert als Leiter des Institute of Turkish Studies seiner Universität zurück, nachdem er öffentlich festgestellt hatte, dass Forscher sich auch mit dem Völkermord an den Armeniern beschäftigen müssten. Diese Äußerung sei, so Quataert, vom damaligen Botschafter der Republik Türkei in den USA, Nabi Sensoy, scharf kritisiert, und die weitere finanzielle Unterstützung des Instituts durch die türkische Regierung in Frage gestellt worden. Der Botschafter dementierte diese Äußerungen.

## Werkauswahl
- Miners and the State in the Ottoman Empire: the Zonguldak Coalfield, 1822–1920. Berghahn Press, 2006.
- Herausgeber, mit Sabri Sayari: Turkish Studies in the United States. Bloomington, IN, 2003.
- Donald Quataert: The Ottoman Empire, 1700-1922. Cambridge University Press, Cambridge, UK 2000, ISBN 978-0-521-83910-5. Volltext, abgerufen am 13. August 2016.
- Herausgeber: Consumption Studies & The History Of The Ottoman Empire, 1550-1922. Albany, 2000.
- Workers and the Working Class in the Ottoman Empire and the Turkish Republic, 1839–1950. London, 1995.
- Halil İnalcık, Donald Quataert (Hrsg.): An Economic and Social History of the Ottoman Empire, 1300–1914. Cambridge University Press, Cambridge, UK 1994, ISBN 978-0-521-34315-2.
- Herausgeber, mit Halil Inalcik and Erik Zurcher, Ottoman Empire: Society and Economy 1300–1914. Cambridge, 1994.
- Herausgeber, mit Halil İnalcık: The Age of Reforms, 1812–1914. In: The Ottoman Empire: Society and Economy 1300-1914. Cambridge, 1994, S. 749–943.
- Workers, Peasants and Economic Change in the Ottoman Empire, 1730–1914. Istanbul, 1993.
- Donald Quataert: Ottoman manufacturing in the age of the industrial revolution. Cambridge University Press, Cambridge, UK 1993, ISBN 978-0-521-89301-5 (eingeschränkte Vorschau in der Google-Buchsuche).
- Manufacturing and Technology Transfer in the Ottoman Empire, 1800–1914. Istanbul, 1992.
- Herausgeber, mit Richard Antoun: Syria: Its Society, Culture and Polity. Albany, 1991. ISBN 978-0-7914-0714-1
- Social Disintegration and Popular Resistance in the Ottoman Empire, 1881–1908. Reactions to European Economic Penetration. New York, 1983.